# Вукашин Јокановић
Вукашин Јокановић (Грмово, 18. новембар 1939 — јул 2022) био је српски правник и политичар, председник Скупштине САП Косова, министар унутрашњих послова СР Југославије, потпредседник Народне скупштине Републике Србије, посланик Савезне скупштине СР Југославије и савезни државни тужилац.

## Биографија
Рођен је 18. новембра 1939. године у Грмову, као син учитеља Мијата и Василије. Пореклом је са Дурмитора, а са мајчине стране из Велике. Отац Мијат је касније био директор основне школе у Грмову. Деда са очеве стране погинуо је у Првом светском рату. 
Јокановић је основну школу завршио у родном месту, а потом и гимназију у Гњилану. Дипломирао је 1963. године на Правном факултету Универзитета у Скопљу. Један део живота провео је у Гњилану, где је био председник Скупштине општине Гњилане у два мандата, од 1970. до 1978. године, када прелази у Приштину и постаје члан Извршног већа Косова до 1982. године. Ту је био на дужностима члана Председништва САП Косова и председника Скупштине САП Косова. 
Учествовао је у догађању народа, а на парламентарним изборима 1990. године изабран је за посланика Народне скупштине Републике Србије и посланика Савезне скупштине СР Југославије, а на те положаје ће бити биран до 1997. године. Као потпредседник Народне скупштине Србије и последњи председник Скупштине САП Косова (чије је надлежности 5. августа 1990 преузела Скупштина Србије), од 19. марта до 16. маја 1991. био је вршилац дужности члана Председништва СФРЈ испред АП Косова и Метохије. Од 15. септембра 1994. до 20. марта 1997. године, био је савезни министар унутрашњих послова СР Југославије.
Од 1997. до 2001. године био је савезни државни тужилац, када је пензионисан у 63. години живота. Појавио се као сведок одбране у процесу против Слободана Милошевића пред Хашким трибуналом. Био је потпредседник Удружења Слобода.
Преминуо је у јулу 2022. године.